# 紫金牛脊粉蝨
紫金牛脊粉蝨（学名：Rhachisphora ardisiae）为粉蝨科脊粉蝨屬下的一个种。